# Arnau Solà
Arnau Solà Mateu (Amposta, 4 de abril de 2003) es un futbolista español que juega como lateral izquierdo en el Villarreal B de la Primera Federación.

## Trayectoria
Formado en la cantera del FC Barcelona, tras participar con el filial en la temporada 2021-22 en la Primera RFEF, termina contrato y el 7 de julio de 2022 firma por la UD Almería de la Primera División de España por cinco temporadas.
El 10 de agosto de 2022, se oficializa su incorporación en calidad de cedido al Real Murcia de la Primera Federación, en el que disputa 26 partidos de liga y uno de Copa del Rey.
El 20 de julio de 2023, firma por el Fútbol Club Cartagena de la Segunda División de España, en calidad de cedido durante una temporada.
El 11 de julio de 2024, Solà fichó cedido por un año por el Villarreal B, siendo destinado al filial de la tercera división.

## Clubes
Actualizado al último partido disputado el 23 de agosto de 2024.
| Club                  | País   | Año       | Partidos | Goles |
| --------------------- | ------ | --------- | -------- | ----- |
| FC Barcelona Atlètic  | España | 2021-2022 | 11       | 0     |
| UD Almería            | España | 2022-act. | 0        | 0     |
| Real Murcia (cesión)  | España | 2022-2023 | 27       | 0     |
| FC Cartagena (cesión) | España | 2023-2024 | 18       | 1     |
| Villarreal B (cesión) | España | 2024-act. | 0        | 0     |